# Codex Labs
Codex Labs je rostlinná biotechnologická společnost zaměřená na nová řešení kožních, střevních, mozkových a biometických problémů (akné, ekzémy, růžovka a lupénka) se sídlem v Silicon Valley v Kalifornii. Společnost vyvíjí novou generaci klinicky ověřených topických a ingestibilních přípravků pro integrativní dermatology a naturopaty na základě nových biotechnologií a rostlinných účinných látek. Mezi motta společnosti Codex Labs patří „Zdravá pleť začíná zevnitř“ a „Obnovujeme pleť. Zevnitř ven.“, aby se zdůraznila nutnost kombinace požití s topickými přípravky pro dosažení optimálních výsledků.

## Historie
Společnost Codex Labs založila Barbara Paldus v roce 2018 se zaměřením na vývoj přípravků péče o pleť bez fenoxyetanolu, které zachovávají přirozený kožní mikrobiom. V počátečních fázích své činnosti získala společnost Codex Labs irskou společnost Bia Beauty, která se zabývá péčí o pleť, a navázala spolupráci s francouzskou laboratoří Eurofins Dermscan v Lyonu za účelem provádění experimentů a klinických zkoušek. Spolupracuje také se společností MyMicrobiome a certifikuje všechny své přípravky péče o pleť jako přípravky podporující mikrobiomy. Společnost Codex uvedla na trh své první přípravky pečující o pleť v roce 2019 a své první doplňky stravy v roce 2023.
V roce 2019 společnost vyvinula a patentovala svůj systém PreservX, inovativní konzervant na bázi biotechnologických fermentů, který podporuje přirozený kožní mikrobiom. Jedná se o kombinaci čtyř jedlých složek označených americkým úřadem FDA jako GRAS (Generally Recognized As Safe/Obecně uznávané jako bezpečné): jedlé organické kyseliny, laktobacilový ferment, kokosový olej/ferment a biotechnologický propanediol. Později téhož roku společnost Codex Labs představila kolekci Bia s certifikátem společnosti MyMicrobiome, která se zaměřuje na hloubkovou hydrataci, zadržování vody a výměnu suchých vrstev pokožky. BiaComplex má patent od roku 2020. Společnost Codex Labs uvedla v roce 2021 na trh první veganská mýdla na obličej a tělo zpracovaná za studena s certifikátem společnosti MyMicrobiome a v roce 2022 koupelové soli zklidňující pokožku. Kolekce Antü, uvedená na trh v roce 2020 a rovněž certifikovaná společností MyMicrobiome, se zaměřuje na ochranu a posílení kožní bariéry proti expozici, obnovu epidermis a zmírnění poškození způsobeného UV zářením. Patenty AntuComplex a Skin Protectant byly vydány v roce 2021.
Kolekce Shaant, uvedená na trh v roce 2022 (kosmetika) a 2023 (volně prodejná kosmetika), reguluje tvorbu kožního mazu, snižuje zarudnutí a zmírňuje zánětlivý systém akné u pleti se sklonem k akné. Peelingy Shaant na obličej a tělo byly prvními volně prodejnými produkty na akné na trhu, které získaly certifikát společnosti MyMicrobiome. Patent ShaantComplex byl vydán v roce 2022. Společnost Codex Labs představila své první tři doplňky v roce 2023. Patří mezi ně probiotikum Shaant Clearskin pro celkovou léčbu akné a bylinný doplněk stravy Shaant Skin De-Stress pro ženské hormonální akné. Patent na probiotika Shaant byl vydán v roce 2025. Doplněk stravy Antu Skin Barrier byl vyvinut pro podrážděnou nebo zanícenou pokožku, aby obnovil a posílil integritu kožní bariéry a zároveň zlepšil funkci střev. V roce 2025 začala společnost v Evropě testovat svou první funkční vůni (Cocoon) pro modulaci nálady a snížení stresu. V roce 2022 schválila Národní ekzémová asociace přípravky společnosti Codex Labs pro osoby trpící ekzémem. Přípravky společnosti Codex Labs byly schváleny také Národní nadací pro lupénku v roce 2022 jako přípravky bez podráždění, které jsou bezpečné pro citlivou pokožku trpící lupénkou.

## Přípravky
Mezi patentované řady produktů společnosti Codex Labs patří BIA, ANTÜ, SHAANT. Všechny přípravky jsou klinicky testovány, šetrné k mikrobiomům a certifikované jako veganské, bez testování na zvířatech a udržitelné.